# Rob Estes
Robert Alan Estes (Norfolk, 22 luglio 1963) è un attore statunitense, noto per il ruolo del Sergente Christopher Lorenzo nella serie Due poliziotti a Palm Beach e per il ruolo di Kyle McBride nel serial Melrose Place.

## Biografia
Laureatosi alla University of Southern California, inizia la sua carriera nel 1986 partecipando alla soap opera I giorni della nostra vita. Dal 1991 al 1995 interpreta il Sergente Chris Lorenzo nella serie poliziesca Due poliziotti a Palm Beach in seguito ottiene la parte di Kyle McBride nel serial Melrose Place, ruolo che ricopre dal 1993 al 1999.
Successivamente ottiene ruoli ricorrenti nelle serie Providence e Susan, inoltre recita in alcuni film per la televisione e fa delle piccola apparizioni in CSI: Miami ed Una mamma per amica. Dopo aver lavorato nella serie Women's Murder Club, dal 2008 al 2010 è stato impegnato nella serie 90210.

### Vita privata
Dal 1992 al 2005 Estes è stato sposato con la collega Josie Bissett, apparsa anche lei in Melrose Place, dalla quale ha avuto due figli, Mason Tru e Maya Rose; i due hanno recitato insieme nel 2005 nel film TV In dieci sotto un tetto, in cui interpretavano proprio la parte di marito e moglie. Dal giugno 2010 è sposato con Erin Bolte, da cui ha avuto un figlio, Makai Ever, nato nell'aprile 2011.

## Filmografia parziale

### Cinema
- Diario di un fantasma (Phantom of the Mall: Eric's Revenge), regia di Richard Friedman (1989)
- Il clan dei Luddiger (Trapper County War), regia di Worth Keeter (1989)
- Air Force - Aquile d'acciaio (Aces: Iron Eagle III), regia di John Glen (1992)
- Nostradamus, regia di Tibor Takács (2000)
- Hello Herman, regia di Michelle Danner (2012)
- After 2 (After We Collided), regia di Roger Kumble (2020)
- After 3 (After We Fell), regia di Castille Landon (2021)
- After 4 (After Ever Happy), regia di Castille Landon (2022)
- Uno splendido disastro (Beautiful Disaster), regia di Roger Kumble (2023)
- After 5 (After Everything), regia di Castille Landon (2023)
- Uno splendido disastro 2 - Il matrimonio (Beautiful Wedding), regia di Roger Kumble (2024)

### Televisione
- Bandiera a scacchi (Checkered Flag), regia di John Glen e Michael Levine – film TV (1990)
- Due poliziotti a Palm Beach (Silk Stalkings) – serie TV, 100 episodi (1991-1995)
- Innocenza perduta (A Loss of Innocence), regia di Graeme Clifford – film TV (1996)
- Melrose Place – serie TV, 98 episodi (1993-1999)
- Inferno d'acqua (Terror in the Mall), regia di Norberto Barba – film TV (1998)
- Susan (Suddenly Susan) – serie TV, 20 episodi (1999-2000)
- Providence – serie TV, 7 episodi (2000)
- Attacco alla regina (Counterstrike), regia di Jerry London – film TV (2002)
- Una mamma per amica (Gilmore Girls) – serie TV, 2 episodi (2003)
- The Evidence – serie TV, 8 episodi (2006)
- CSI: Miami – serie TV, 4 episodi (2006-2007)
- Women's Murder Club – serie TV, 13 episodi (2007-2008)
- 90210 – serie TV, 46 episodi (2008-2010)
- 6 passi nel giallo – serie TV, episodio 1x05 (2012)
- Terapia d'urto (Necessary Roughness) – serie TV, 4 episodi (2012)
- Castle – serie TV, episodio 6x14 (2014)
- Signed, Sealed, Delivered for Christmas, regia di Kevin Fair – film TV (2014)
- CSI - Scena del crimine (C.S.I.: Crime Scene Investigation) – serie TV, 1 episodio (2015)
- Major Crimes – serie TV, 1 episodio (2017)

## Doppiatori italiani
Nelle versioni in italiano delle opere in cui ha recitato, Rob Estes è stato doppiato da:
- Massimo De Ambrosis in After 2, After 3, After 4, Uno splendido disastro, After 5
- Giorgio Borghetti in 2 poliziotti a Palm Beach (st. 3-5), Psych
- Oreste Baldini in 2 poliziotti a Palm Beach (st. 1-2)
- Edoardo Nordio in Melrose Place
- Maurizio Romano in Attacco alla Regina
- Vittorio De Angelis in Providence
- Loris Loddi in Una mamma per amica
- Massimo Bitossi in CSI: Miami
- Mauro Gravina in 90210
- Pasquale Anselmo in CSI - Scena del crimine
- Alberto Angrisano in Castle
- Roberto Certomà in Major Crimes
- Franco Mannella in 6 passi nel giallo - Omicidio su misura